# Herečky
Herečky (v originále Actrices) je francouzský hraný film z roku 2007, který režírovala  Valeria Bruni Tedeschiová podle vlastního scénáře. Film měl světovou premiéru v sekci Un certain regard na filmovém festivalu v Cannes dne 19. května 2007.

## Děj
Marcellina je herečka, která s velkými obtížemi nacvičuje roli Natalii Petrovny, hrdinka Turgeněvovy hry Měsíc ve vsi. Aby unikla svým úzkostem, chodí do bazénu a plave podle melodie Glenna Millera. Nic nefunguje. Marceline se necítí dobře.
Ve čtyřiceti letech je svobodná, žije jen pro divadlo a uvědomuje si, že možná nikdy nebude mít děti, což její úzkosti zdvojnásobuje. Marcelline se neúnavně snaží komunikovat se všemi kolem sebe, ať už živými nebo mrtvými. Panna Maria, s níž promlouvá, opatrovnický duch jejího otce sedící na rodinné pohovce, zlomyslný duch milence sedící na stromě.

## Obsazení
| Valeria Bruni Tedeschiová | Marcelline        |
| Noémie Lvovsky            | Nathalie          |
| Mathieu Amalric           | Denis             |
| Louis Garrel              | Éric              |
| Valeria Golinová          | Nathalia Petrovna |
| Marisa Borini             | matka             |
| Maurice Garrel            | otec              |
| Simona Marchini           | teta              |
| Bernard Nissille          | Jean-Paul         |
| Olivier Rabourdin         | Marc              |
| Laetitia Spigarelli       | Juliett           |
| Gilles Cohen              | Jean-Luc, režisér |
| Marie Rivière             | kostymérka        |
| Frank Demules             | barman            |
| Souz Chirazi              | gynekoložka       |
| Anne Barry                | žena na ulici     |
| Arthur Igual              | učitel plavání    |
| Éric Elmosnino            | Raymond           |
| Robinson Stévenin         | Julien            |
| Laurent Grévill           | Arthur            |
| Pascal Bongard            | kněz              |